# Condylostylus trimaculatus
Condylostylus trimaculatus är en tvåvingeart som beskrevs av Van Duzee 1931. Condylostylus trimaculatus ingår i släktet Condylostylus och familjen styltflugor. Inga underarter finns listade i Catalogue of Life.